# Massalió
Massalió és una vila i municipi del Matarranya, a la província de Terol (comunitat autònoma d'Aragó). La vila està situada a l'esquerra del riu Matarranya.Lo nom deriva de l'àrab manzil al-'ayún منرل العيون, la posada de la font.
La temperatura mitjana anual és de 16,5° i la precipitació anual, 378 mm.

## Llocs d'interès
S'han trobat diverses ruïnes històriques de construccions realitzades pels Ibers, les quals encara avui dia estan ben conservades i algunes es poden visitar. Situades darrere de l'Ermita de Sant Cristòfor (San Cristóbal). En una balma de la partida anomenada Els Secans, foren descobertes l'any 1917, per Lorenzo Pérez Temprado, unes pintures rupestres d'estil oriental , que l'any 1919 estudià Juan Cabré Aguiló. D'ençà que, l'any 1907, fou publicada la descoberta de les pintures rupestres del barranc de Calapatà, Pérez Temprado cercà arreu de la comarca pintures semblants. Després de llargues recerques infructuoses, féu la troballa de les pintures de la Vall dels Secans, a la desembocadura d'aquest barranc en el riu Matarranya
La cova dels Secans està situada no gaire lluny del poble de Massalió, pero a l'oposada vora del riu. Probablement, en els temps prehistòrics les aigües del Matarranya, que són perennes i força abundants durant l'hivern, arribaven fins prop de la balma on hi ha les pintures. Es tracta d'un abric de 8,20 m. de llargada, 2,50 d'alçada i uns 2 m. de profunditat. Avui només es conserva una part de les figures que segurament hi hagué pintades. El pany de paret mostra descrostats i erosions, efecte de l'acció dels agents atmosfèrics i d'haver-s'hi encès foc per les colles de pagesos i treballadors que sovint hi han cercat aixopluc.
La part que es conserva mostra tres figures, de factura molt semblant a les altres d'aquesta regió. Una d'elles porta un arc a la mà, i al costat es veu, molt esborrada, una figura de cérvol. L'artista prehistòric pintà allí una escena venatòria. El dibuix que aquesta pintura publica Cabré podria fer creure que, com sosté el dit autor, els homes representats en les composicions de l'art rupestre oriental duien unes calces amples i curtes, per l'estil dels saragüells. Però es pot sospitar que en el dit dibuix, com en moltes altres de Cabré, hi ha una bona part de fantasia.
Al peu de la balma i als voltants han aparegut nombrosos sílexs tallats, així com en molts altres llocs de la conca del Matarranya.

### Llocs d'interès turístic general
- L'església de Santa Maria la Major té la façana renaixentista.[1]
- Ermita Sant Cristobal.
- Ruïnes dels Ibers.
- Pont del Matarranya.
- Castell.
- Garjoles (presó). Situades al nucli antic de Massalió.
- Ajuntament de la vila, ss. XVI-XVIII. Declarat Monument lo 04-12-2001.
- Rentadors situats a les vores del riu Matarranya.